# Alessandro Vanotti
Alessandro Vanotti (Bèrgam, 16 de setembre del 1980) és un ciclista italià, ja retirat, que fou professional entre el 2004 i el 2016.
Va debutar l'any 2004 en el ciclisme professional en l'equip de Gianluigi Stanga, el De Nardi. El 2005 va fitxar pel Domina Vacanze-De Nardi, també dirigit per Stagna. El 2012 fitxà junt a Vincenzo Nibali per Astana Qazaqstan Team, equip on finalitzà la seva carrera esportiva a finals del 2016, després de patir una fractura a la tíbia esquerra durant la pretemporada. En el seu palmarès sols destaca una etapa de la Settimana Ciclistica Lombarda del 2007.

## Palmarès
- 2007
  - Vencedor d'una etapa a la Settimana Ciclistica Lombarda

### Resultats al Giro d'Itàlia
- 2004. 44è de la classificació general
- 2005. 74è de la classificació general
- 2006. 69è de la classificació general
- 2007. 107è de la classificació general
- 2008. 86è de la classificació general
- 2009. 107è de la classificació general
- 2010. 76è de la classificació general
- 2011. 73è de la classificació general
- 2013. Abandona (14a etapa)

### Resultats a la Volta a Espanya
- 2007. 66è de la classificació general
- 2008. 75è de la classificació general
- 2013. 113è de la classificació general
- 2015. 135è de la classificació general
- 2016. 97è de la classificació general

### Resultats al Tour de França
- 2005. 133è de la classificació general
- 2009. 120è de la classificació general
- 2011. 133è de la classificació general
- 2012. 118è de la classificació general
- 2014. 147è de la classificació general